# Tout contre elle
 (avril 2019).
Si vous disposez d'ouvrages ou d'articles de référence ou si vous connaissez des sites web de qualité traitant du thème abordé ici, merci de compléter l'article en donnant les références utiles à sa vérifiabilité et en les liant à la section « Notes et références ».
Pour plus de détails, voir Fiche technique et Distribution.
Tout contre elle est un téléfilm français réalisé par Gabriel Le Bomin et diffusé en 2019 sur Arte. Le 10 février 2020, lors de la cérémonie des Lauriers de l'Audiovisuel, Tout contre elle remporte le laurier de la meilleure fiction. 
Librement adapté de ''Spirales'', un roman de Tatiana de Rosnay.

## Synopsis
Une femme s'enfuit d'un luxueux appartement, prise de panique, laissant derrière elle son jeune amant, mort. Peu après, Alice Mercier, l'employée de maison,  découvre le corps de son patron et un portefeuille oublié. Elle prend rendez-vous avec la femme et fait ainsi la connaissance d'Hélène Dewallon, épouse du dirigeant d'un grand laboratoire pharmaceutique à Lyon, en pleine campagne électorale pour devenir député. 
Hélène laisse croire qu'elle a quitté son amant en vie, mais Alice ne la croit pas et lui reproche de ne pas avoir appelé les secours pour tenter de sauver son patron. Elle promet cependant de ne rien révéler à la police, refuse l'argent que lui propose Hélène mais en échange, elle souhaite simplement devenir son amie. Hélène va tenter de mettre fin à ce chantage tout en cachant la vérité à son entourage. 
Mais Alice va devenir de plus en plus intrusive.

## Fiche technique
- Réalisation : Gabriel Le Bomin
- Scénario : Gilles Taurand et Gabriel Le Bomin, d'après Spirales, roman de Tatiana de Rosnay
- Image : Jean-Marie Dreujou
- Montage : Bertrand Collard
- Son : Ivan Dumas et Lionel Montabord
- Musique originale : Jérôme Dédina
- Producteurs : Garance Bonfanti-Vincent et Bruno Solo
- Société de production : Arte France et CALT
- SOFICA : Palatine Etoile 15
- Décors : Nicolas de Boiscuillé
- Pays d'origine : France
- Langue : français
- Durée : 90 minutes
- Genre : Thriller psychologique
- Dates de diffusion : 12 avril 2019 sur Arte

## Distribution
- Sophie Quinton : Alice Mercier
- Astrid Whettnall : Hélène Dewallon
- Patrick Timsit : Henri Dewallon
- Aurélia Petit : Lucie
- Lucy Ryan : Lola Dewallon
- Véronique Kapoyan : Maryvonne, la bonne des Dewallon
- Jean-Luc Porraz : le médecin psychiatre, ami de Henri Dewallon